# Fricativa lateral alveolar sonora
La fricativa lateral alveolar sonora és un so consonàntic usat en diversos idiomes, com per exemple navaho, txuktxi, àvar, gal·lès, xosa i zulu. El seu símbol en l'Alfabet Fonètic Internacional és [ɮ].